# 100 мм гірська гармата M.16
100 мм гірська гармата М.16 (нім. 10 cm Gebirgshaubitze M.16) була на озброєнні Збройних сил Австро-Угорщини періоду 1-ї світової війни. Загалом було вироблено 550 гармат. У варіанті 105 мм перебувала на озброєнні турецького війська. Після завершення війни потрапила на озброєння до країн-правонаступників та Італії. Брали участь у 2-й світовій війні.
У гарматі використовували 4 типи набоїв до польової гаубиці М.14 — фугасний сняряд (10 кг), осколково-фугасний снаряд (13,6 кг), шрапнельного снаряду (13,5 кг). Лафет гармати забезпечував більший кут обстрілу. Гармату перевозили у розібраному стані на трьох двокінних візках. На невеликі відстані його переміщувала обслуга.

## Джерело
- Stefan Pataj: Artyleria lądowa 1872–1970. Warszawa: Wydawnictwo MON, 1975. (пол.)
- http://army1914-1945.org.pl/wlochy2/regio-esercito/uzbrojenie-wyposazenie-i-sprzet-regio-esercito/artyleria-italia/194-obice-da-100-17-mod-916-haubica-gorska-dwoch-wojen-artykul-w-budowie [Архівовано 6 жовтня 2014 у Wayback Machine.] (Polisch)